# Ken Kirzinger
Ken Kirzinger (Saskatoon, Saskatchewan, 4 de noviembre de 1959) es un doble de cine y actor canadiense. Es conocido por haber encarnado el papel de Jason Voorhees en la película Freddy vs. Jason. 
Además es miembro de Stunts Canada, y también es hermano del futbolista Dave Kirzinger.

## Carrera

### Interpretando a Jason Voorhees
Con sus 1,96 metros de estatura,  es el hombre más alto que haya interpretado al asesino de Crystal Lake. En la película Freddy Vs Jason el director trató de no exponer a tantos peligros a este actor. El doble de cine Glenn Ennis interpretó a Jason en la escena en la cual este asesino ardiendo en fuego masacra a varios jóvenes que estaban en una fiesta.

### Inicios
Mucho antes de que Kirzinger asumiera el control del papel de Jason Voorhees, desplazando a Kane Hodder, él tenía lazos con Viernes 13, ya que interpreta a un cocinero en la octava secuela de esta serie. También fue coordinador de dobles de cine durante este film.

### Relación con Kane Hodder
Aunque Kirzinger mantiene una relación amistosa con Kane Hodder, el actor al cual sustituyó como Jason Voorhees, Hodder ha expresado su descontento y tristeza por no haber sido elegido para dicho papel, que interpretó en cuatro películas de la serie Viernes 13.

### Filmografía
- Friday the 13th Part VIII: Jason Takes Manhattan (1989)
- Freddy vs. Jason (2003)
- Wrong Turn 2: Dead End (2007)
- Stan Helsing (2009)
- Joy Ride 3: Roadkill (2014)

También apareció en la tercera temporada de la serie MacGyver interpretando a un big foot.